# Antičástice
V částicové fyzice pro každou částici látky existuje antičástice, což je částice, která má stejnou hmotnost jako částice, ale hodnoty jiných charakteristik mají opačné znaménko, např. elektrický náboj, baryonové číslo, podivnost nebo izospin.
Některé složené částice (např. neutrální pion) jsou shodné se svou antičásticí, říká se jim skutečně neutrální částice, na rozdíl od částic jako elektron (a pozitron), proton (a antiproton), neutron (a antineutron), kladně a záporně nabité piony nebo kvark (a antikvark) které nejsou identické se svou antičásticí.
Doposud nebyla objevena pravá skutečně elementární částice látky, která by byla totožná se svou antičásticí (tzv. Majoranův fermion); existence takové vlastnosti byla experimentálně prokázána pouze u kvazičástic. Některé teorie uvažují s možností, že by Majoranovým fermionem mohlo být neutrino; experimentální vyvrácení dosud není dostatečné, naopak nebyla ani pozorována žádná potvrzující indicie.

## Vznik antičástic
Pár částice-antičástice může vzniknout při interakci jiných částic a může zaniknout anihilací, kdy se vytvoří ještě jiné částice.
Jaké částice vznikají záleží od interagujících částic, například elektron a pozitron anihilují na záření gama, tedy kvanta elektromagnetického pole – fotony, neboť jejich interakce je primárně elektromagnetická.
Pár proton-antiproton interagující silnou interakcí produkuje mezony, nejčastěji piony a jejich antičástice. Při těchto procesech však mohou vznikat i další netypické produkty, pokud se při srážce uvolní dostatečné množství energie (jak se to děje v urychlovači částic). Toto je důležitý jev využívaný v částicové fyzice.
Antičástice vznikají i při jaderných reakcích (např. při beta plus rozpadu, kdy vznikají pozitrony).

## Vlastnosti
Částice jsou základními stavebními prvky hmoty. Hmota, která je složena pouze z antičástic, se označuje jako antihmota.
V pozorovaném vesmíru výrazně převažuje hmota nad antihmotou. Studiem tohoto nepoměru se zabývá kosmologie.

## Historie
Existenci antičástic předpověděl Paul Dirac několik let před tím, než Carl D. Anderson v roce 1932 poprvé pozoroval pozitron v mlžné komoře.

### Předpověď existence pozitronu
Schrödingerova rovnice známá z klasické kvantové mechaniky není relativisticky invariantní. Bylo proto nutno zavést její zobecnění, nazývající se Kleinova–Gordonova rovnice
{\displaystyle (\Box ^{2}+\mu ^{2})\psi =0.}
Z této rovnice odvodil v roce 1928 Paul Dirac rovnici pro elementární částice se spinem 1/2, tzv. Diracovu rovnici. Jejím řešením však překvapivě byly i částice se zápornou energií a opačným elektrickým nábojem. Své výsledky Dirac publikoval a nalezené částice byly později ztotožněny s pozitronem. Ten byl experimentálně objeven Carlem Andersonem v roce 1932.